# Liste der Biografien/Doi
Liste der Biografien |
Portal Biografien |
Personensuche
# |
A |
B |
C |
D |
E |
F |
G |
H |
I |
J |
K |
L |
M |
N |
O |
P |
Q |
R |
S |
T |
U |
V |
W |
X |
Y |
Z |
?
 
Da |
Db |
Dc |
Dd |
De |
Dg |
Dh |
Di |
Dj |
Dk |
Dl |
Dm |
Dn |
Do |
Dq |
Dr |
Ds |
Du |
Dv |
Dw |
Dy |
Dz
 
Doa |
Dob |
Doc |
Dod |
Doe |
Dof |
Dog |
Doh |
Doi |
Doj |
Dok |
Dol |
Dom |
Don |
Doo |
Dop |
Doq |
Dor |
Dos |
Dot |
Dou |
Dov |
Dow |
Dox |
Doy |
Doz
Die Liste der Biografien führt alle Personen auf, die in der deutschsprachigen Wikipedia einen Artikel haben. Dieses ist eine Teilliste mit 53 Einträgen von Personen, deren Namen mit den Buchstaben „Doi“ beginnt.

## Doi
- Doi, Anna (* 1989), japanische Badmintonspielerin
- Doi, Anna (* 1995), japanische Sprinterin
- Doi, Bansui (1871–1952), japanischer Lyriker und Übersetzer
- Doi, Hiroaki (* 1978), japanischer Hammerwerfer
- Doi, Ichirō, japanischer Jazzmusiker
- Doi, Kanta (* 2004), japanischer Fußballspieler
- Doi, Kōhei (* 1988), japanischer Fußballspieler
- Doi, Masako (* 1995), japanische Judoka
- Doi, Misaki (* 1991), japanische Tennisspielerin
- Doi, Natsuko (* 1979), japanische Snowboarderin
- Doi, Nelson (1922–2015), US-amerikanischer Politiker
- Doi, Peter Tatsuo (1892–1970), japanischer Kardinal der römisch-katholischen Kirche und Erzbischof von Tokio
- Doi, Ryōta (* 1987), japanischer Fußballspieler
- Doi, Shingo (* 1983), japanischer Eisschnellläufer
- Doi, Shōma (* 1992), japanischer Fußballspieler
- Doi, Shūta (* 1996), japanischer Fußballspieler
- Doi, Takako (1928–2014), japanische Politikerin
- Doi, Takao (* 1954), japanischer Astronaut
- Doi, Takeo (1920–2009), japanischer Psychoanalytiker
- Doi, Tomoyuki (* 1997), japanischer Fußballspieler
- Doi, Toshikatsu (1573–1644), japanischer Staatsmann
- Doi, Yōichi (* 1973), japanischer Fußballspieler
- Doi, Yoshinori (* 1972), japanischer Fußballspieler
- Doi, Yuji (* 2007), japanischer Fußballspieler
- Doi, Yukihiro (* 1983), japanischer Radrennfahrer

### Doid
- Doidalses, hellenistischer Bildhauer
- Doidge, Christian (* 1992), walisischer Fußballspieler
- Doidge, Ethel (1887–1965), englische Mykologin, Bakteriologin und Hochschullehrerin
- Doidge, Frederick (1884–1954), neuseeländischer Politiker, Journalist und Politiker
- Doidschaschwili, Manana (* 1947), sowjetische bzw. georgische Pianistin

### Doig
- Doig, Andrew W. (1799–1875), US-amerikanischer Jurist und Politiker
- Doig, Chris (* 1981), schottischer Fußballspieler
- Doig, Jason (* 1977), kanadischer Eishockeyspieler
- Doig, Josh (* 2002), schottischer Fußballspieler
- Doig, Lexa (* 1973), kanadische SchauspielerinLexa Doig (* 1973)

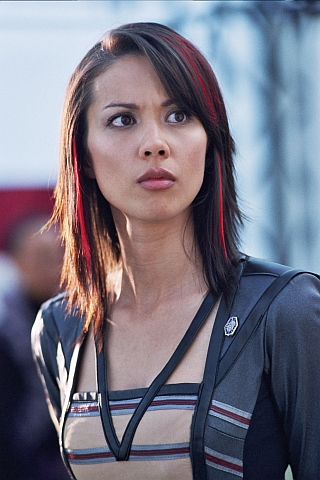
Lexa Doig (* 1973)

- Doig, Ned (1866–1919), schottischer Fußballtorhüter
- Doig, Peter (1911–1996), schottischer Politiker
- Doig, Peter (* 1959), schottischer Maler
- Doig, Tyler (* 1986), kanadischer Eishockeyspieler

### Doih
- Doihara, Kenji (1883–1948), japanischer Spion

### Doil
- Doillon, Albert (1918–2004), französischer Romanist und Argotforscher
- Doillon, Jacques (* 1944), französischer Filmregisseur und Drehbuchautor
- Doillon, Lola (* 1975), französische Schauspielerin, Drehbuchautorin und Regisseurin
- Doillon, Lou (* 1982), französische SchauspielerinLou Doillon (* 1982)

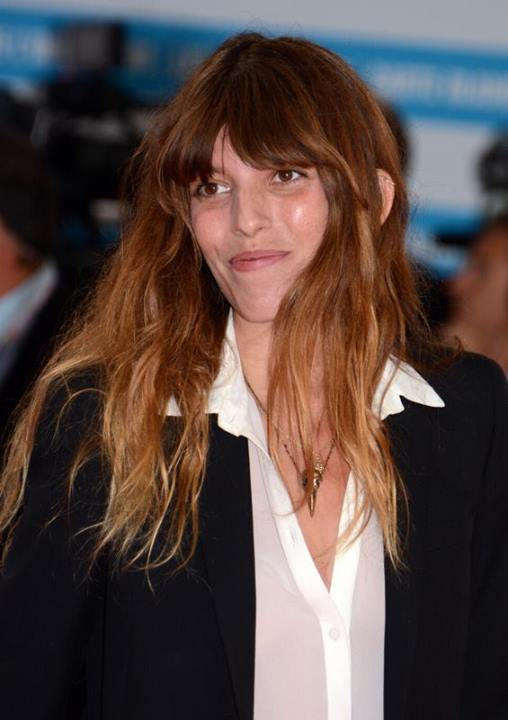
Lou Doillon (* 1982)

### Doin
- Doinaș, Ștefan Augustin (1922–2002), rumänischer Schriftsteller, Übersetzer, Journalist und Politiker
- Doinel, Jules (1842–1902), französischer Archivar und Kirchengründer
- Doinikowa, Sinaida Wassiljewna (1934–2011), sowjetische Kugelstoßerin
- Doinow, Ognjan (1935–2000), bulgarischer Politiker

### Doir
- Doiron, Joseph Aubin (1922–1995), kanadischer Politiker, Vizegouverneur von Prince Edward Island
- Doiron, Julie (* 1972), kanadische Musikerin

### Dois
- Doisneau, Robert (1912–1994), französischer Fotograf
- Doisy, Edward Adelbert (1893–1986), US-amerikanischer Biochemiker
- Doisy, Jean (1900–1955), belgischer Comic-Autor